# سيلفانوس ألبرت ريد
سيلفانوس ألبرت ريد (بالإنجليزية: Sylvanus Albert Reed)‏ (8 أبريل 1854 - 1 أكتوبر 1935) كان مهندس طيران أمريكي طور المروحة المعدنية للطائرات الحديثة.

## النشأة والمهنية
تخرج ريد من جامعة كولومبيا في عام 1874. حيث عمل كمهندس متخصص في الإشارات الكهربائية الخاصة بسلامة السكك الحديدية حتى تقاعده في عام 1912.

## المهنة في وقت لاحق
في عام 1915 جرب ريد مراوح معدنية باستخدام محرك كهربائي بقوة 10 حصان تقود مراوح تصل سرعتها إلى 19,000 دورة في الدقيقة. وبحث الأشكال الممكنة للمروحة والمواد التي يمكن أن تتحمل غيض سرعة يصل إلى ماخ 1.35. وفي عام 1920، وبضغط من الشرطة المحلية أجبر على نقل تجاربه من العلية واستأجر محلا في مصنع غاردن سيتي التابع لشركة طيران كيرتس. اخترع مروحة ريد المعدنية، واختبرها في أغسطس 1921 على كورتيس K-6 (Curtiss K-6) وهي تعمل بالطاقة القياسية. تم طورها للاستخدام على بو-8 و كورتيس دي-12 تعمل بمحرك هوك. وفي عام 1925 فاز بكأس كولير لتطويره مروحة ريد للملاحة الجوية. في ديسمبر 1934 تبرع ريد بمنحة لمعهد علوم الطيران لانشاء جائزة سنوية للفائز «التحقيقات التجريبية أو النظرية التي لها تأثير مفيد على تطوير الطيران العملي».
في عام 1881 أصبح عضوا في جمعية رود آيلاند في سينسيناتي. مات ريد في عام 1935.